# Proszynskiana
Proszynskiana Logunov, 1996 è un genere di ragni appartenente alla famiglia Salticidae.

## Etimologia
È stato così denominato in onore dell'aracnologo polacco Jerzy Prószynski.

## Distribuzione
Le cinque specie oggi note di questo genere sono diffuse in Asia centrale, in particolare in Turkmenistan, in Uzbekistan, in Kazakistan e in Tagikistan

## Tassonomia
A maggio 2010, si compone di cinque specie:
- Proszynskiana aeluriforma Logunov & Rakov, 1998 — Uzbekistan
- Proszynskiana deserticola Logunov, 1996 — Kazakistan
- Proszynskiana iranica Logunov, 1996 — Turkmenistan
- Proszynskiana starobogatovi Logunov, 1996[2] — Tagikistan
- Proszynskiana zonshteini Logunov, 1996 — Turkmenistan